# Sataria
Cet article concerne le genre d'opilions. Pour le genre de plante, voir Sataria.
Genre
Sataria est un genre d'opilions eupnois de la famille des Sclerosomatidae.

## Distribution
Les espèces de ce genre sont endémiques d'Inde.

## Liste des espèces
Selon World Catalogue of Opiliones (15/05/2021) :
- Sataria coronata Roewer, 1929
- Sataria maculata Roewer, 1915
- Sataria unicolor Roewer, 1915

## Publication originale
- Roewer, 1915 : « Fünfzehn neue Opilioniden. » Archiv für Naturgeschichte, vol. 80, no 9, p. 106–132 (texte intégral).